# نیسان آبی (مجموعه نمایش خانگی)
نیسان آبی یک مجموعه نمایش خانگی ایرانی به کارگردانی منوچهر هادی (فصل اول) و مسعود اطیابی (فصل دوم) و تهیه‌کنندگی احسان ظلی‌پور است. فیلمنامه نیسان آبی را سعید دولتخانی و سعید هوشیار بر اساس فیلمنامه سینمایی نیسان آبی نوشته کمیل روحانی به نگارش درآورده‌اند. فصل اول این مجموعه از ۲۸ مهر تا ۲۰ اسفند ۱۴۰۰ در سرویس استریمینگ فیلیمو پخش شد. فصل دوم نیز از ۱ آذر ۱۴۰۲ پخش خود را آغاز کرد و ۹ اسفند ۱۴۰۲ به پایان رسید.

## داستان

### فصل اول
نیسان آبی قصه جمشید است و رضا، قصه دو دوست قدیمی که روزی روزگاری عاشق دو خواهر به اسم زری و پری شدند و با آن‌ها ازدواج کردند. جمشید شیفته جمشید هاشم‌پور است و نیسان آبی‌اش؛ رضا هم عاشق شعر و شاعری و در رویاهایش شاعری نامدار! جمشید با نیسانش کار می‌کند و ریال روی ریال می‌گذارد تا چرخ زندگی‌اش بچرخد، رضا هم در جستجوی فرصتی برای بهبود اقتصاد زندگی‌اش و شغلی بهتر! البته قصه‌ها دست از سر زندگی جمشید و رضا برنمی‌دارند و مدام آن‌ها را درگیر اتفاقاتی ریز و درشت می‌کنند، اتفاقاتی که گهگاه لحظات شیرینی می‌سازند و گاهی هم غمگین! نیسان آبی قصه جیب خالی است و پول، قصه عشق است و شیفتگی، قصه خیانت است و وفاداری و از همه مهم‌تر نیسان آبی قصه خانواده است.

### فصل دوم
اهالی شکرآباد جمع می‌شوند تا شام عروسی ممد (ایمان صفا) را بخورند ولی نه تنها شام به کسی نمی‌رسد بلکه اتفاقی می‌افتد که گرسنگی از یاد همه می‌رود!

## بازیگران
| حسین یاری       | جمشید قاسم‌پور    | اصلی | اصلی |
| یکتا ناصر       | زری سازگار       | اصلی | اصلی |
| بهناز جعفری     | پری سازگار       | اصلی | اصلی |
| مهران غفوریان   | رضا خرسند        | اصلی | اصلی |
| جمشید هاشم‌پور   | جمشید هاشم‌پور    | اصلی |      |
| علیرضا خمسه     | حاج‌آقا ستاری     | اصلی | اصلی |
| سحر قریشی       | آتوسا اسماعیلی   | اصلی |      |
| گیتی قاسمی      | علم‌تاج (پارمیدا) | اصلی | اصلی |
| ایمان صفا       | ممد چاخان        | اصلی | اصلی |
| مه‌لقا باقری     | اشرف طلوعی       |      | اصلی |
| غلامرضا نیکخواه | سرهنگ (رامتین)   | اصلی | اصلی |
| بیژن بنفشه‌خواه  | رضا سوسن         |      | اصلی |
| سانای امیرآبادی | عاطفه‌ قاسم‌پور    | اصلی |      |
| کیمیا آریان     | عاطفه‌ قاسم‌پور    |      | اصلی |
| علی مهربان      | آریا قاسم‌پور     | اصلی | اصلی |
| طاها عبدالهی    | زینال قاسم‌پور    | اصلی | اصلی |
| نیکی میربها     | کاملیا خرسند     | اصلی |      |
| شادی خلیلی      | کاملیا خرسند     |      | اصلی |
| آرین محمودی     | کامبوزیا‌ خرسند   | اصلی | اصلی |
| سبحان هادی      | کامیاب خرسند     | اصلی | اصلی |
| آرش ظلی‌پور      | سعید             | اصلی | اصلی |
| سوسن پرور       | ژینوس            |      | اصلی |
| سیروس همتی      | جهان             | اصلی | اصلی |
| یوسف صیادی      | بازپرس           | اصلی | اصلی |
| جواد پولادی     | ابرام            |      | اصلی |
| صفر کشکولی      | صفر کشکولی       | اصلی | اصلی |